# Raqqa (gouvernement)
Raqqa (Arabisch: الرقة) is een gouvernement in Syrië met een bevolking van 854.000.

## Districten
- Raqqa
- Ath-Thawrah
- Tal Abyad

Al-Hasakah · Aleppo · Damascus · Deir ez-Zor · Dera · Hama · Homs · Idlib · Latakia · Quneitra · Raqqa · Rif Dimashq · As-Suwayda · Tartous